# Григорьева, Ксения Игоревна
Ксения Игоревна Григорьева (25 ноября 1987, Ташкент, Узбекская ССР, СССР) — узбекистанская горнолыжница. Участвовала в зимних Олимпийских играх 2010 и 2014 годов.

## Биография
Ксения Григорьева родилась 25 ноября 1987 года в Ташкенте.
С 2003 года входила в состав сборной Узбекистана по горнолыжному спорту. В декабре 2003 года впервые выступила на соревнованиях под эгидой Международной федерации лыжного спорта в Кировграде.
Неоднократно выигрывала соревнования в Турции и Иране. В 2009 году стала серебряным призёром открытого чемпионата Казахстана в гигантском слаломе.
В 2010 году вошла в состав сборной Узбекистана на зимних Олимпийских играх в Ванкувере. В слаломе не финишировала в первом заезде. В гигантском слаломе заняла 58-е место, показав по сумме двух заездов результат 2 минуты 57,22 секунды и уступив 30,11 секунды победительнице — Виктории Ребенсбург из Германии.
В 2014 году вошла в состав сборной Узбекистана на зимних Олимпийских играх в Сочи. В слаломе в первом заезде показала 54-й результат (1.07,77), во втором не финишировала. В гигантском слаломе заняла 64-е место (3.11,54 по сумме двух заездов), уступив 34,67 секунды победительнице — Тине Мазе из Словении. Была знаменосцем сборной Узбекистана на церемониях открытия и закрытия Олимпиады.
Пять раз участвовала в чемпионатах мира. В 2005 году в Бормио заняла 63-е место в гигантском слаломе, не финишировала в слаломе. В 2011 году в Гармиш-Партенкирхене заняла 44-е место в слаломе, 72-е — в гигантском слаломе. В 2013 году в Шладминге не смогла финишировать в обеих дисциплинах. В 2015 году в Вейле и Бивер-Крике не финишировала в слаломе и была дисквалифицирована в гигантском слаломе. В 2017 году в Санкт-Морице стала 70-й в гигантском слаломе и не финишировала в слаломе.
В 2011 году на зимних Азиатских играх в Алма-Ате заняла 5-е место в скоростном спуске, 6-е — в слаломе-супергиганте и комбинации.